# America FC (RJ)

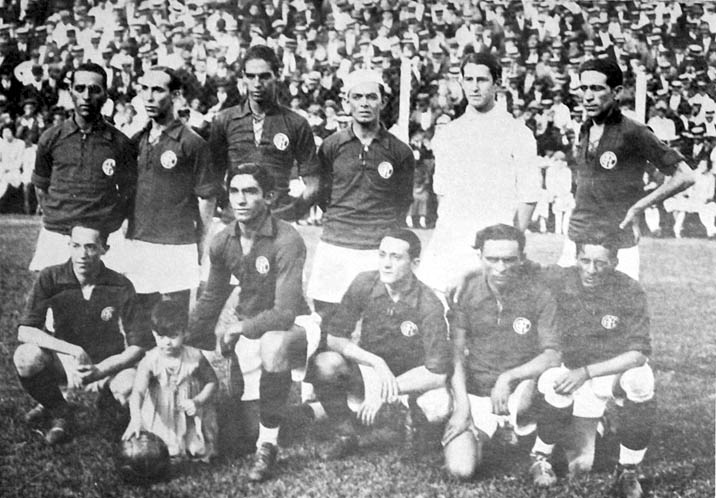
America FC, 1929

Der America Football Club ist ein brasilianischer Fußballklub aus Rio de Janeiro. Er spielt im Stadion Giulite Coutinho (Kapazität: 15.600).

## Erfolge
- Torneio dos Campeões da CBF 1982
- Taça Ioduran: 1917 (kampflos)
- Campeonato Carioca: 1913, 1916, 1922, 1928, 1931, 1935 und 1960.
- Taça Guanabara: 1974
- Taça Rio: 1982

Platzierungen in der Brasilianischen Meisterschaft:

## Vereinsgeschichte

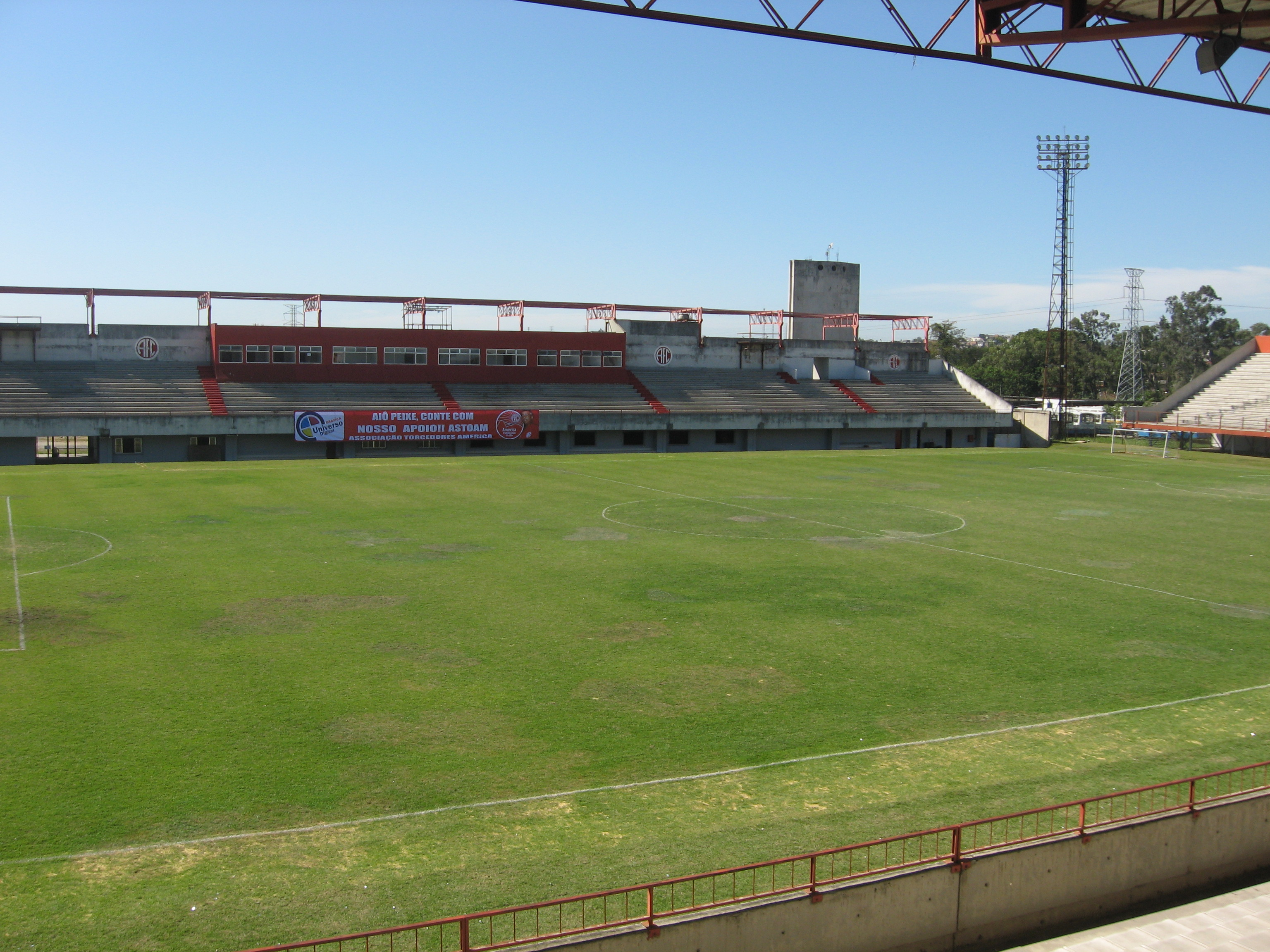
Das Estádio Giulite Coutinho in Mesquita

Am 18. September 1904 gründeten Alberto Koltzbucher, Alfredo Guilherme Koehler, Alfredo Mohrsted, Gustavo Bruno Mohrsted, Henrique Mohrsted, Jayme Faria Machado und Oswaldo Mohrsted den America Football Club.
1911 übernahm der Klub die Mitglieder des Haddock Lobo FC, welcher sich danach auflöste. Einer der neuen Spieler war Marcos Carneiro de Mendonça, künftiger Nationaltorwart Brasiliens.

## Bekannte Spieler und Trainer, Rekordtorschützen

### Spieler
- Amaro Barbosa (1957–62); Staatsmeister 1960. Nationalspieler, sein Verkauf an Juventus Turin finanzierte das Stadion „Wolney Braune“
- Belfort Duarte (1906–1915); ein herausragender Fußballpionier Brasiliens
- Marcos Carneiro de Mendonça (1911–1914); erster Nationaltorwart Brasiliens, später Präsident des Fluminense Rio de Janeiro, Poet
- César; Torschützenkönig der Brasilianischen Meisterschaft 1979, später Meister mit Benfica Lissabon, Libertadores-Gewinner mit Grêmio Porto Alegre
- Fernando Giudicelli (1924–26); WM-Teilnehmer 1930, später erster Brasilianer bei Sporting Lissabon und Real Madrid, Spielervermittler
- Jorginho (1983–1984); Weltmeister 1994, in der Bundesliga bei Bayer 04 Leverkusen und FC Bayern
- Aymoré Moreira (1930er); Weltmeistertrainer 1962 mit Brasilien
- Batatais (1942–1943); Nationaltorwart bei der WM 1938
- Danilo Alvim (1944–1945); Nationalspieler
- Eduardo Antunes Coimbra „Edu“ (1966–1974); Nationalspieler; auch Nationaltrainer des Irak
- Alexander „Alex“ Kamianecky (1967–1979); Star in der Verteidigung
- Joílson (1999–2002);
- Zé Carlos (1999); Nationalspieler
- Martín Alarcón (1954–59); später zweimal Meister mit CD Los Millonarios
- Canário (1955–59); Europapokalsieger mit Real Madrid
- Gilberto da Silva Melo (1993–1995, 2014); zwischenzeitlich Hertha BSC, Tottenham
- Heleno de Freitas; Legende der 1940er Jahre, ein Spiel (das letzte) für AFC
- Osni do Amparo; 1950er Jahre, Torwart
- Mário Zagallo (1949–50); Weltmeister, Weltmeistertrainer

### Rekordtorschützen
1. 311 Tore: Luisinho Lemos
2. 212 Tore: Edu
3. 187 Tore: Maneco
4. 167 Tore: Plácido
5. 158 Tore: Carola
6. 102 Tore: Chiquinho

### Trainer
- Ricardo Diéz (1940)
- Gentil Cardoso (1945, 1965)
- Gyula Mándi (1957–1958)
- Otto Glória (1952–1954, 1970)
- Martim Francisco (1954–1955, 1962)
- Dorival Knipel „Yustrich“ (1958)
- Zizinho (1964, 1971)
- Zezé Moreira (1971)
- Amaro Barbosa (1973)
- Elba de Pádua Lima „Tim“ (1977)
- Paulo Autuori (1979–1981)
- Evaristo de Macedo (1985)
- Vanderlei Luxemburgo (1987)
- Marcos Paquetá (1987)
- Jorginho (2000)
- Aílton Ferraz (2007)
- Amarildo (2008)
- Bebeto (2009)